# Tapolcsány (település)
Tapolcsány (szlovákul Tepličany) Družstevná pri Hornáde településrésze, korábban önálló falu Szlovákiában, a Kassai kerület Kassa-vidéki járásában.

## Fekvése
Kassától 11 km-re északra, a Hernád bal partján.

## Története
A település valószínűleg a 13. század második felében keletkezett, Szokoly várának tartozéka volt. 1423-ban „Tapliczan” néven említik először. 1427-ben a dézsmajegyzék szerint 11 porta állt a faluban Pálóczi Mátyás birtokában, ebben „Thapolchan” néven szerepel. 1429-ben Kassa város faluja volt. 1429-ben „Theplicze”, 1558-ban „Taploczyan”, 1688-ban „Tapócsán” néven említik.
A 18. század végén Vályi András így ír róla: „TAPOLCSÁNY. Czeplicani. Tót falu Sáros Várm. lakosai többfélék, fekszik Sz. istvánhoz közel, mellynek filiája; határjának egy része alább való, réttye jó, ’s fája, és tserép edénynek alkalmatos agyagja van.”
Fényes Elek 1851-ben kiadott geográfiai szótárában így ír a faluról: „Tapolcsány, Czeplicsanyi, tót falu, Sáros vmegyében, a Hernád mellett: 156 kath., 73 evang., 4 zsidó lak, Jó rét és fazekas-agyag. Erdő. F. u. Kassa. Ut. p. Kassa.”
A trianoni békeszerződésig Sáros vármegye Lemesi járásához tartozott.
1960-ban Sároskisfaluval (és Hernádszentistvánnal, mely később kivált a közösségből) Družstevná pri Hornáde néven egyesítették. Ma Sároskisfaluval együtt alkotja Družstevná pri Hornáde községet.

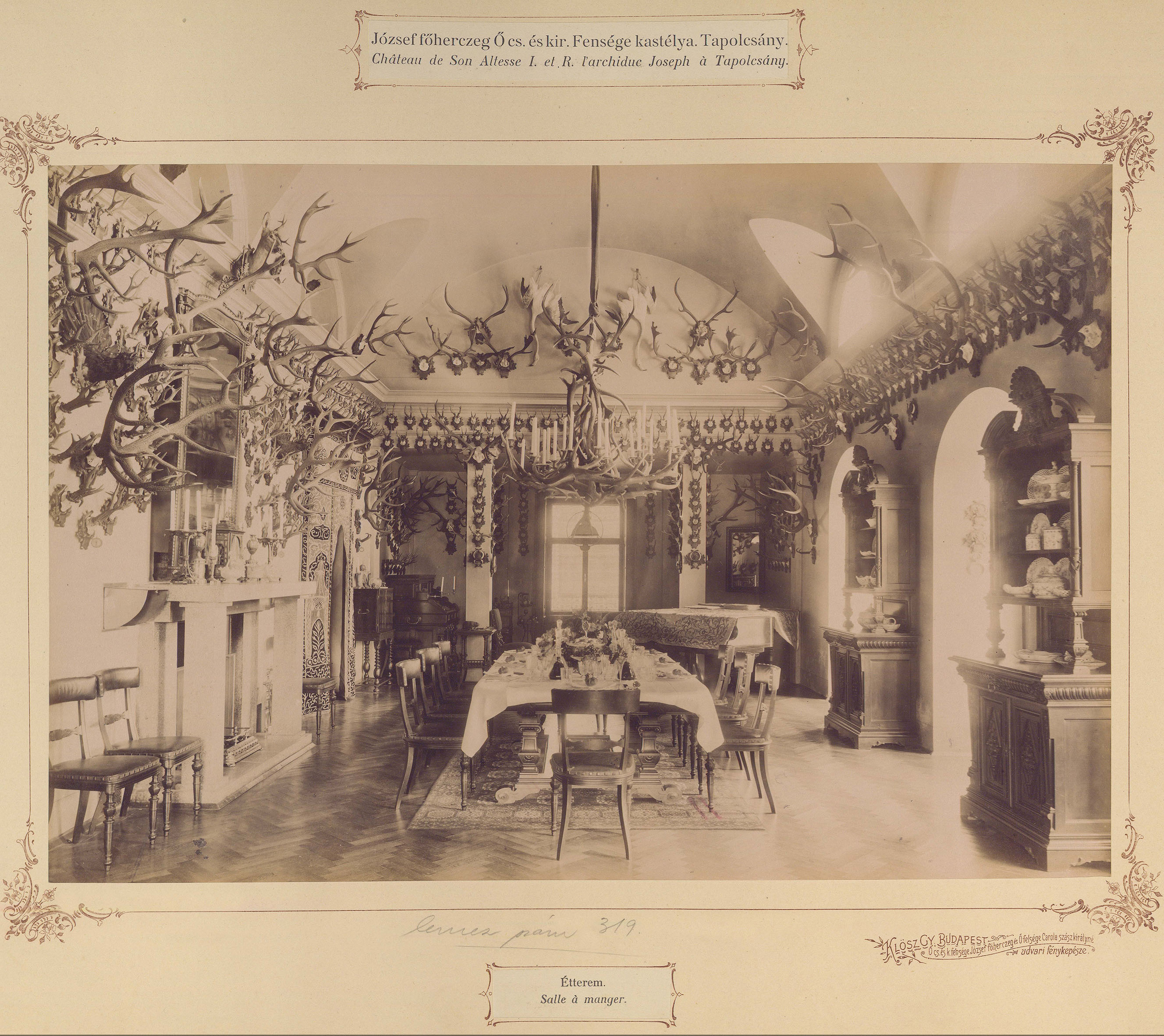
József Károly Lajos főherceg kastélyának ebédlője 1895-1899 között

## Népessége
1910-ben a községnek 342, túlnyomórészt szlovák lakosa volt.

## Külső hivatkozások
- Hernádszentistván hivatalos oldala
- Községinfó
- Tapolcsány Szlovákia térképén